# Four Tops
Four Tops er en amerikansk vokalkvartet, der siden midten af 1950'erne har optrådt og indspillet en lang række plader med musik inden for genrer som jazz, soul, R&B, disco og meget andet. Gruppens storhedstid var i 1960'erne, hvor de blev en del af Motown-bølgen, og i den periode havde de deres to største hits, I Can't Help Myself og Reach Out I Be There.
Gruppen havde gennem næsten alle årene en fast besætning bestående af forsangeren Levi Stubbs suppleret af Abdul "Duke" Fakir, Renaldo "Obie" Benson og Lawrence Payton. Det var først ved Paytons død i 1997, at gruppen nødtvungent måtte ændre besætning, og han blev erstattet af Theo Peoples. Da Stubbs måtte trække sig på grund af sygdom i 2000, blev han erstattet af Ronnie McNeir, og da Benson død i 2005, overtog Lawrence Paytons søn, Roquel Payton, hans plads.

## Historie
Gruppens udgangspunkt var Detroit, hvor de fire oprindelige medlemmer kendte hinanden fra to high schools. Fælles venner førte dem sammen, og de optrådte første gang ved et fødselsdagsselskab. Det blev så vellykket, at de fire sangere besluttede sig for prøve lykken sammen. I første omgang kaldte de sig The Four Aims, men da de i 1956 fik deres første pladekontrakt, skiftede de navn til Four Tops for at undgå at blive forvekslet med en gruppe ved navn The Ames Brothers.
I de næste mange år søgte gruppen at slå igennem for en række forskellige pladeselskaber, men uden held. De optrådte flittigt og udviklede på den måde et professionelt sceneshow. I 1963 skiftede Four Tops til Motown Records, hvor de i første omgang indspillede jazznumre, men ved siden af dette sang de backingvokal for The Supremes på nogle af denne gruppes første numre.
I 1964 havde sangskriverteamet Holland-Dozier-Holland skabt et instrumentalstykke, som de ikke rigtigt vidste, hvad de skulle gøre ved. Så fik de ideen om at sætte tekst på og lade Four Tops prøve kræfter med nummeret og en mere poppet lyd. Dette blev gruppens gennembrud, da nummeret, der kom til at hedde "Baby I Need Your Loving", nåede top-ti på en række førende hitlister. Successen betød også, at gruppen permanent ændrede stil og skiftede jazzen ud med soul-præget pop.
De næste par numre havde ikke helt samme succes, men gruppen fortsatte ufortrødent i pop-genren, og det følgende år nåede de førstepladsen med "I Can't Help Myself". Dermed var positionen sikret, og tiden derefter fik de en lang række successer med numre som "It's That Same Old Song", "Shake Me, Wake Me", "Loving You Is Sweeter Than Ever" og "Reach Out I'll Be There". Holland-Dozier-Holland skrev numre, der pressede Stubbs' stemme i toppen af hans tenor for at give sangene en insisterende følelse, og i øvrigt blev mange af numrene på pladeindspilningerne suppleret med en pigegruppe, så Four Tops' egne stemmer, der bortset fra Stubbs lå relativt dybt, kunne tilføres mere ligevægt med stemmer i den høje ende.
I perioden 1965-67 var Four Tops den mest succesrige mandlige gruppe hos Motown, men da Holland-Dozier-Holland forlod pladeselskabet i 1967, fik gruppen ikke længere så gode sange, og deres popularitet begyndte langsomt at falde. Omkring 1970 fik de en kortvarig ny succes med en slags psykedelisk soul. Gruppen søgte også at lukrere på tidligere års succes i et samarbejde med The Supremes, der med Diana Ross' afgang lige som Four Tops havde mistet sin popularitet. Under betegnelsen The Magnificent Seven udsendte denne konstellation tre albums i starten af 1970'erne, dog uden større succes. En kopiversion af Ike & Tina Turners "River Deep – Mountain High" nåede dog top-tyve på hitlisterne.
Da Motown efterhånden begyndte at sende sine lidt ældre navne ud på et sidespor, skiftede Four Tops pladeselskab, og det gav dem en række nye hits i midten af 1970'erne, dog uden helt at nå samme niveau som i midten af 1960'erne. I sidste halvdel af 1970'erne fik gruppen igen problemer på den kommercielle front, men endnu engang vendte lykken i 1980, hvor Four Tops fik et pænt hit med "When She Was My Girl".
I 1983 vendte gruppen tilbage til Motown, der blandt andet lavede et tv-show med et indslag, hvor Four Tops og The Temptations "konkurrerede" om at synge, og dette blev så vellykket, at grupperne enedes om at fortsætte dette samarbejde på scenen. Samarbejdet er vedblevet at fungere til langt op i 2000'erne, dog på lidt mindre blus, efterhånden som medlemmerne er kommet op i årene.
Gruppens sidste albumindspilninger blev Indestructible fra 1988 og julealbummet Christmas Here With You fra 1995. Samlet set har gruppen haft 46 numre blandt de 30 højest placerede på hitlister i USA og/eller Storbritannien.

## Hædersbevisninger
Four Tops blev i 1990 optaget i Rock and Roll Hall of Fame og i 1999 i Vocal Group Hall of Fame. Rolling Stone Magazine placerede gruppen på en 79.-plads på deres liste med de 100 største kunstnere til alle tider.